# Condado de Hot Springs
El condado de Hot Springs es un condado del estado de Wyoming, Estados Unidos. Tiene una población estimada, a mediados de 2023, de 4661 habitantes.
La sede del condado es Thermopolis.

## Geografía
Según la Oficina del Censo, el condado tiene una superficie total de 5196 km², de los cuales 5191 km² corresponden a tierra firme y 5 km² están cubiertos de agua.

### Condados adyacentes
- Condado de Washakie - noreste
- Condado de Fremont - sur y suroeste
- Condado de Park - noroeste y norte

## Demografía
Según la estimación 2018-2022 de la Oficina del Censo, los ingresos medios de los hogares del condado son de $64,031 y los ingresos medios de las familias son de $78,608. Los ingresos per cápita en los últimos doce meses, medidos en dólares de 2022, son de $33,128. Alrededor del 16.1% de la población está por debajo de la línea de pobreza nacional.

## Comunidades

### Pueblos
- East Thermopolis
- Kirby
- Thermopolis

### Lugares designados por el censo (census-designated places,CDP)
- Lucerne
- Owl Creek